# Таукач Ольга Георгіївна
О́льга Гео́ргіївна Та́укач (13 лютого 1962, Київ — 14 серпня 2024) — українська журналістка. Член НСЖУ. Лауреат премії «Незалежність» (1997).

## Життєпис
Народилася 13 лютого 1962 року в місті Києві. Закінчила Київський державний університет ім. Т. Шевченка, факультет журналістики.
У 1984 по 1992 рік була редакторкою, старшою редакторкою головної редакції інформації республіканського радіомовлення, Державного комітету УРСР з телебачення і радіомовлення.
З 1992 по 1993 рік була спеціальною кореспонденткою відділу репортерів творчого об'єднання інформаційно-публіцистичних програм Українського радіо, Державна телерадіомовна компанія України.
З 1993 року була головною редакторкою телекомпанії «Гравіс»
З 1994 року була виконавчою директоркою телекомпанії «Гравіс»
З 1996 року  генеральною директоркою телекомпанії «Гравіс»
З 1997 року була ведучою ток-шоу «Саме той» і циклу «Саме той про себе» на УТ-1.
З 2006 року була головною редакторкою наукового журналу «Зовнішні справи».
З 14 серпня 2024 року була померла українська журналістка Ольга Таукач.
Була уповноваженою особою юридичної особи ДП «ПОЛІТИКА І ЧАС».

## Сім'я
- батько — Таукач Георгій Леонідович (1922—1995) — доктор економічних наук, професор Київського інженерно-будівельного інституту, лауреат Державної премії України в галузі науки і техніки;
- мати — Таукач Лариса Дмитрівна (1927—1989) — викладач Київського політехнічного інституту;
- чоловік — Кужельний Олексій Павлович (1953) — режисер, народний артист України, художній керівник — директор театру «Сузір'я»;
- син — Микола (1986).

## Нагороди та відзнаки
- «Орден княгині Ольги» III ст. (08.1999);
- Лауреат премії «Незалежність» (1997).